# Grote duinvezelkop
De grote duinvezelkop (Inocybe serotina) is een schimmel behorend tot de familie Inocybaceae. Hij komt onder loof- en naaldbomen, ook onder kruipwilg (Salix repens).

## Kenmerken

### Uiterlijke kenmerken
Hoed
De hoed heeft een diameter tot 10 cm. Hij steekt maar net boven het zand uit. Kenmerkend voor de hoed is de okergele kleur. De vorm is kegelvormig en snel uitspreidend tot vlak met een stompe umbo (bult). Bij jonge vruchtlichamen is het hoedoppervlak zijdeachtig glad. Het velum blijft in het centrum van de hoed vaak aanwezig.
Lamellen
De plaatjes zijn licht gekleurd, later bruin verkleurend. De plaatjes staan matig uit elkaar.
Steel
De steel is 60 tot 120 mm lang en 3 tot 10 mm dik. Vaak is de steel tot boven het midden berijpt. De kleur is wit, maar naarmate het ouder worden wijzigt dit naar bruin, met name aan de voet. De steel staat diep in het zand.
Geur
De geur is onaangenaam.

### Microscopische kenmerken
De sporen zijn amandelvormig en meten 11,5-19 × 6,5-9 µm (M. Noordeloos) . De cheilocystidia, pleurocystidia en caulocystidia zijn (breed) clavaat. De vorm is knots- tot ballonvormig met kristallen aan de top. De afmeting is 45 tot 70 × 17 tot 35 µm met wanden van een wand van 3 µm dik.

## Verspreiding
De grote duinvezelkop komt in Nederland matig algemeen voor. Hij staat op de rode lijst in de categorie 'Kwetsbaar'.